# Колкентський сільський округ
Колке́нтський сільський округ (каз. Көлкент ауылдық округі, рос. Колкентский сельский округ) — адміністративна одиниця у складі Сайрамського району Туркестанської області Казахстану. Адміністративний центр — село Колкент.
Населення — 21623 особи (2021; 16209 у 2009, 12382 у 1999, 9100 у 1989).
Станом на 1989 рік існувала Кизилкішлацька сільська рада (села Жанатурмис, Жданово, Кизил-Казахстан, Кизилкішлак, Мадані, Пахтазарібдар, Теспе, Шапрашти).

## Склад
До складу округу входять такі населені пункти:
| Населений пункт          | Колишні назви                   | Населення, осіб (1989) | Населення, осіб (1999) | Населення, осіб (2009) | Населення, осіб (2021) |
| ------------------------ | ------------------------------- | ---------------------- | ---------------------- | ---------------------- | ---------------------- |
| Аксуабат, село           | Жданово                         | 1887                   | 2663                   | 3572                   | 4772                   |
| --Аксукора               | -                               | -                      | -                      | -                      | 6                      |
| Жанатурмис, село         | -                               | 367                    | 396                    | 477                    | 109                    |
| Колкент, село            | Кизилкішлак                     | 3751                   | 5235                   | 7113                   | 10186                  |
| --кошара Кадіра          | -                               | -                      | -                      | -                      | 4                      |
| --кошара Якуб            | -                               | -                      | -                      | -                      | 10                     |
| Косбулак, село           | Пахтазарібдар                   | 1271                   | 1749                   | 2247                   | 3019                   |
| Молибая Оразалієва, село | Кизил-Казахстан, Кизилказахстан | 610                    | 794                    | 890                    | 847                    |
| --кошара Аден            | -                               | -                      | -                      | -                      | 17                     |
| Теспе, село              | -                               | 393                    | 488                    | 611                    | 601                    |
| Ханкорган, село          | Мадані                          | 523                    | 661                    | 831                    | 1390                   |
| Шапрашти, село           | -                               | 298                    | 396                    | 468                    | 662                    |